# Tour de Hongrie 2022
43. ročník etapového cyklistického závodu Tour de Hongrie se konal mezi 11. a 15. květnem 2022 v Maďarsku. Celkovým vítězem se stal Ir Eddie Dunbar z týmu Ineos Grenadiers. Na druhém a třetím místě se umístili Španěl Óscar Rodríguez (Movistar Team) a Ital Samuele Battistella (Astana Qazaqstan Team). Závod byl součástí UCI Europe Tour 2022 na úrovni 2.1.

## Týmy
Závodu se zúčastnilo 11 z 18 UCI WorldTeamů, 8 UCI ProTeamů, 2 UCI Continental týmy a maďarský národní tým. Všechny týmy nastoupily na start se sedmi závodníky kromě týmu Ineos Grenadiers s šesti závodníky, závod tak odstartovalo 131 jezdců. Do cíle v Gyöngyösi dojelo 123 z nich.
UCI WorldTeamy
- Astana Qazaqstan Team
- Bora–Hansgrohe
- Ineos Grenadiers
- Israel–Premier Tech
- Movistar Team
- Quick-Step–Alpha Vinyl
- Team Bahrain Victorious
- Team BikeExchange–Jayco
- Team DSM
- Team Jumbo–Visma
- Trek–Segafredo

UCI ProTeamy
- Alpecin–Fenix
- Caja Rural–Seguros RGA
- Drone Hopper–Androni Giocattoli
- Eolo–Kometa
- Human Powered Health
- Sport Vlaanderen–Baloise
- Team Novo Nordisk
- Uno-X Pro Cycling Team

UCI Continental týmy
- Adria Mobil
- Giotti Victoria–Savini Due

Národní týmy
- Maďarsko

## Trasa a etapy
| Etapa         | Datum         | Trasa                          | Vzdálenost | Typ    | Typ                 | Vítěz                   |
| ------------- | ------------- | ------------------------------ | ---------- | ------ | ------------------- | ----------------------- |
| 1             | 11. května    | Csákvár – Székesfehérvár       | 198 km     |        | Zvlněná etapa       | Olav Kooij (NED)        |
| 2             | 12. května    | Karcag – Hajdúszoboszló        | 192 km     |        | Rovinatá etapa      | Fabio Jakobsen (NED)    |
| 3             | 13. května    | Sárospatak – Nyíregyháza       | 154 km     |        | Rovinatá etapa      | Fabio Jakobsen (NED)    |
| 4             | 14. května    | Kazincbarcika – Kazincbarcika  | 177 km     |        | Zvlněná etapa       | Dylan Groenewegen (NED) |
| 5             | 15. května    | Miskolc – Gyöngyös (Kékestető) | 184 km     |        | Středně těžká etapa | Antonio Tiberi (ITA)    |
| Celková délka | Celková délka | Celková délka                  | 905 km     | 905 km | 905 km              | 905 km                  |

## Průběžné pořadí
| Etapa          | Vítěz             | Celkové pořadí | Bodovací soutěž | Vrchařská soutěž | Soutěž maďarských jezdců | Soutěž týmů         |
| -------------- | ----------------- | -------------- | --------------- | ---------------- | ------------------------ | ------------------- |
| 1              | Olav Kooij        | Olav Kooij     | Olav Kooij      | Aaron Van Poucke | Márton Dina              | Ineos Grenadiers    |
| 2              | Fabio Jakobsen    | Jens Reynders  | Jens Reynders   | Aaron Van Poucke | Márton Dina              | Israel–Premier Tech |
| 3              | Fabio Jakobsen    | Fabio Jakobsen | Rudy Barbier    | Aaron Van Poucke | Márton Dina              | Israel–Premier Tech |
| 4              | Dylan Groenewegen | Fabio Jakobsen | Fabio Jakobsen  | Aaron Van Poucke | Márton Dina              | Israel–Premier Tech |
| 5              | Antonio Tiberi    | Eddie Dunbar   | Fabio Jakobsen  | Aaron Van Poucke | Márton Dina              | Trek–Segafredo      |
| Konečné pořadí | Konečné pořadí    | Eddie Dunbar   | Fabio Jakobsen  | Aaron Van Poucke | Márton Dina              | Trek–Segafredo      |

- Ve 2. etapě nosil Jens Reynders, jenž byl druhý v bodovací soutěži, zelený dres, protože lídr této klasifikace Olav Kooij nosil žlutý dres vedoucího závodníka celkového pořadí.
- Ve 3. etapě nosil Rudy Barbier, jenž byl druhý v bodovací soutěži, zelený dres, protože lídr této klasifikace Jens Reynders nosil žlutý dres vedoucího závodníka celkového pořadí.
- V 5. etapě nosil Rudy Barbier, jenž byl druhý v bodovací soutěži, zelený dres, protože lídr této klasifikace Fabio Jakobsen nosil žlutý dres vedoucího závodníka celkového pořadí.

## Konečné pořadí
| Legenda | Legenda                         | Legenda | Legenda                                  |
| ------- | ------------------------------- | ------- | ---------------------------------------- |
|         | Označuje lídra celkového pořadí |         | Označuje lídra vrchařské soutěže         |
|         | Označuje lídra bodovací soutěže |         | Označuje lídra soutěže maďarských jezdců |

### Celkové pořadí
| Pořadí | Jezdec                    | Tým                      | Čas         |
| ------ | ------------------------- | ------------------------ | ----------- |
| 1      | Eddie Dunbar (IRL)        | Ineos Grenadiers         | 20h 38' 43" |
| 2      | Óscar Rodríguez (ESP)     | Movistar Team            | + 23"       |
| 3      | Samuele Battistella (ITA) | Astana Qazaqstan Team    | + 28"       |
| 4      | Edoardo Zambanini (ITA)   | Team Bahrain Victorious  | + 29"       |
| 5      | Carl Fredrik Hagen (NOR)  | Israel–Premier Tech      | + 35"       |
| 6      | Niklas Eg (DEN)           | Uno-X Pro Cycling Team   | + 36"       |
| 7      | Krists Neilands (LAT)     | Israel–Premier Tech      | + 43"       |
| 8      | Patrick Konrad (AUT)      | Bora–Hansgrohe           | + 50"       |
| 9      | Anthon Charmig (DEN)      | Uno-X Pro Cycling Team   | + 59"       |
| 10     | Kamiel Bonneu (BEL)       | Sport Vlaanderen–Baloise | + 1' 01"    |

### Bodovací soutěž
| Pořadí | Jezdec                  | Tým                        | Body |
| ------ | ----------------------- | -------------------------- | ---- |
| 1      | Fabio Jakobsen (NED)    | Quick-Step–Alpha Vinyl     | 47   |
| 2      | Rudy Barbier (FRA)      | Israel–Premier Tech        | 42   |
| 3      | Sasha Weemaes (BEL)     | Sport Vlaanderen–Baloise   | 31   |
| 4      | Jens Reynders (BEL)     | Sport Vlaanderen–Baloise   | 29   |
| 5      | Elia Viviani (ITA)      | Ineos Grenadiers           | 23   |
| 6      | Max Kanter (GER)        | Movistar Team              | 21   |
| 7      | Dylan Groenewegen (NED) | Team BikeExchange–Jayco    | 19   |
| 8      | Emil Dima (ROU)         | Giotti Victoria–Savini Due | 19   |
| 9      | Antonio Tiberi (ITA)    | Trek–Segafredo             | 15   |
| 10     | Toon Vandebosch (BEL)   | Alpecin–Fenix              | 15   |

### Vrchařská soutěž
| Pořadí | Jezdec                    | Tým                             | Body |
| ------ | ------------------------- | ------------------------------- | ---- |
| 1      | Aaron Van Poucke (BEL)    | Sport Vlaanderen–Baloise        | 34   |
| 2      | Nicolas Dalla Valle (ITA) | Giotti Victoria–Savini Due      | 14   |
| 3      | Umberto Marengo (ITA)     | Drone Hopper–Androni Giocattoli | 11   |
| 4      | Antonio Tiberi (ITA)      | Trek–Segafredo                  | 10   |
| 5      | Jens Reynders (BEL)       | Sport Vlaanderen–Baloise        | 8    |
| 6      | Emil Dima (ROU)           | Giotti Victoria–Savini Due      | 8    |
| 7      | Eddie Dunbar (IRL)        | Ineos Grenadiers                | 7    |
| 8      | Márton Dina (HUN)         | Eolo–Kometa                     | 7    |
| 9      | Viktor Filutás (HUN)      | Adria Mobil                     | 6    |
| 10     | Óscar Rodríguez (ESP)     | Movistar Team                   | 5    |

### Soutěž maďarských jezdců
| Pořadí | Jezdec                | Tým                        | Čas         |
| ------ | --------------------- | -------------------------- | ----------- |
| 1      | Márton Dina (HUN)     | Eolo–Kometa                | 20h 41' 14" |
| 2      | Gergely Szarka (HUN)  | Giotti Victoria–Savini Due | + 4' 14"    |
| 3      | Adam Karl (HUN)       | Maďarsko                   | + 12' 39"   |
| 4      | Márton Solymosi (HUN) | Maďarsko                   | + 13' 19"   |
| 5      | Péter Kusztor (HUN)   | Team Novo Nordisk          | + 15' 41"   |
| 6      | Dávid Kovács (HUN)    | Maďarsko                   | + 21' 48"   |
| 7      | Bence Mészáros (HUN)  | Maďarsko                   | + 24' 28"   |
| 8      | Viktor Filutás (HUN)  | Adria Mobil                | + 24' 53"   |
| 9      | Zétény Szijártó (HUN) | Maďarsko                   | + 27' 59"   |
| 10     | Gergo Orosz (HUN)     | Maďarsko                   | + 31' 38"   |

### Soutěž týmů
| Pořadí | Tým                      | Čas         |
| ------ | ------------------------ | ----------- |
| 1      | Trek–Segafredo           | 61h 58' 48" |
| 2      | Movistar Team            | + 57"       |
| 3      | Alpecin–Fenix            | + 2' 00"    |
| 4      | Caja Rural–Seguros RGA   | + 2' 02"    |
| 5      | Astana Qazaqstan Team    | + 2' 10"    |
| 6      | Team Bahrain Victorious  | + 2' 17"    |
| 7      | Human Powered Health     | + 2' 18"    |
| 8      | Eolo–Kometa              | + 2' 43"    |
| 9      | Sport Vlaanderen–Baloise | + 2' 57"    |
| 10     | Israel–Premier Tech      | + 3' 38"    |